# Leontodon berinii
Leontodon berinii là một loài thực vật có hoa trong họ Cúc. Loài này được (Bartl.) Roth mô tả khoa học đầu tiên năm 1830.